# Dragana Brković
Dragana Brković (née Bašić le 4 mai 1984) est une ancienne joueuse de volley-ball serbe. Elle mesure 1,79 m et jouait au poste de passeuse.

## Clubs
| Club                   | De        | À         |
| ---------------------- | --------- | --------- |
| Postar 064 Belgrade    | 1996-1997 | 2003-2004 |
| ŽOK Student Niš        | 2004-2005 | 2004-2005 |
| Schweriner SC          | 2005-2006 | 2005-2006 |
| CA Trofa               | 2006-2007 | 2006-2007 |
| AEK Athènes            | 2007-2008 | 2007-2008 |
| Hainaut Volley         | 2008-2009 | 2008-2009 |
| OK Tent Obrenovac      | 2009-2010 | 2010-2011 |
| OOK Kolubara Lazarevac | 2012-2013 | 2012-2013 |
| ŽOK Jedinstvo          | 2013-2014 | 2013-2014 |
| ŽOK Spartak            | 2014-2015 | 2014-2015 |

## Palmarès
- Championnat d'Allemagne
  - Vainqueur : 2006.
- Coupe d'Allemagne
  - Vainqueur : 2006.
- Championnat du Portugal
  - Vainqueur : 2007.
- Coupe du Portugal
  - Vainqueur : 2007.